# Ám tiêu

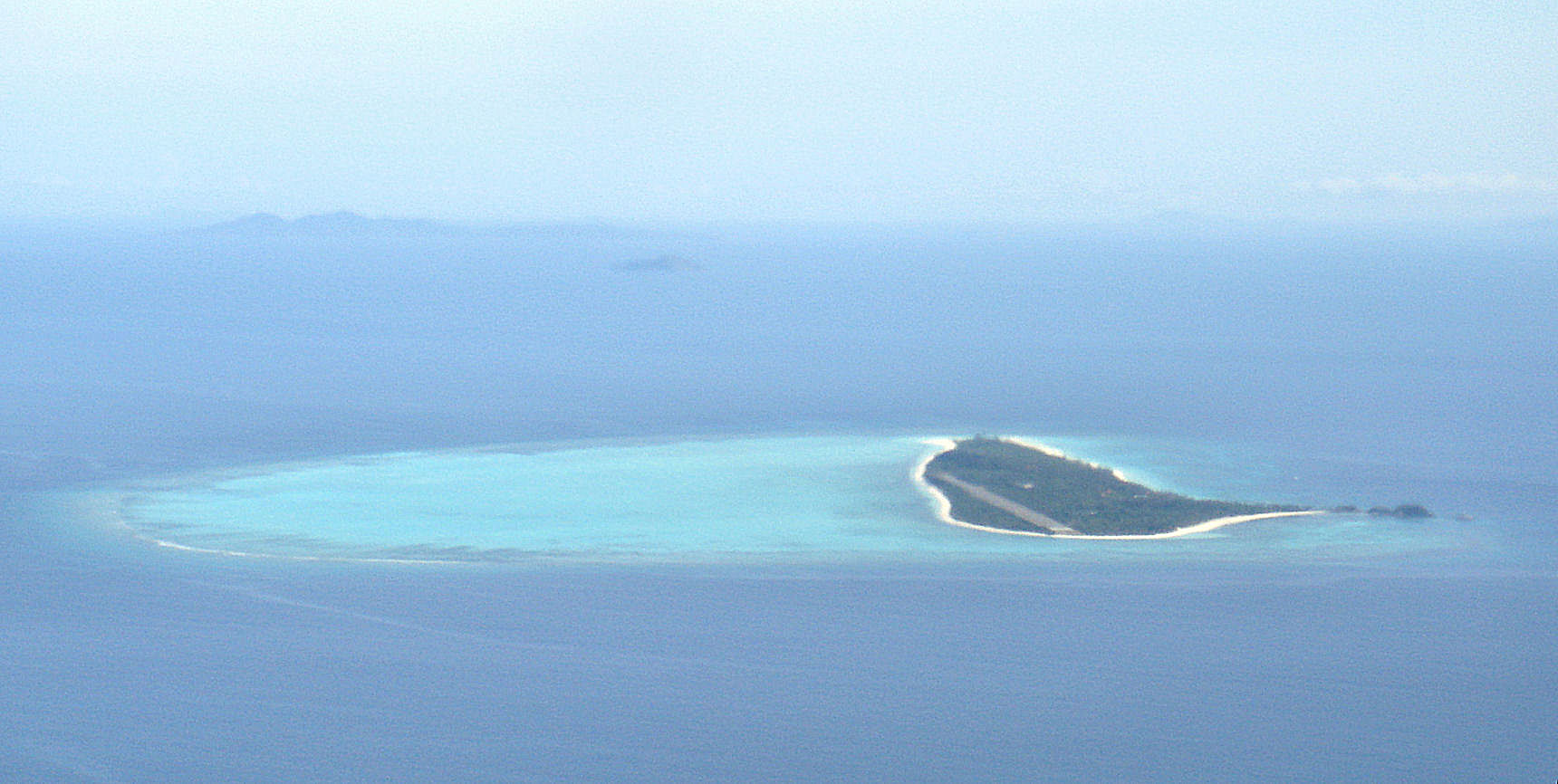
Đảo Pamalican với vành đá bao quanh, Biển Sulu, Philippines.

Ám tiêu là một thuật ngữ phức tạp dùng trong hàng hải, địa chất học và sinh thái học với ý nghĩa không thống nhất. Trong ngành hàng hải, ám tiêu là một bãi đá ngầm hoặc một vùng cát ngầm dưới mặt nước nhưng đủ nông để có thể làm tàu thuyền mắc cạn, thường là có độ sâu từ 10 sải tay (hơn 18 m) trở xuống. Về mặt địa chất, ám tiêu là một cấu tạo cản sóng cứng chắc được tạo nên bởi calci cácbônát (CaCO3) có nguồn gốc từ các sinh vật dưới đại dương; tuy nhiên, tính "cản sóng" cũng không hẳn là tính chất phổ quát của ám tiêu.
Dù có nhiều ám tiêu được hình thành do các quá trình phi sinh học (lắng đọng cát, sóng đánh mòn các vùng đá hoặc các quá trình tự nhiên khác) nhưng loại ám tiêu được biết đến nhiều nhất là các ám tiêu san hô (rạn san hô) thuộc các vùng biển nhiệt đới, phát triển nhờ các quá trình sinh học của san hô và tảo tạo calci.